# جاك دي لاكروتل
جاك دي لاكروتل (بالفرنسية: Jacques de Lacretelle) ولد في 14 يوليو 1888 بقصر كورماتن في كورماتن (سون ولوار ) وتوفى في 2 يناير 1985. وهو كاتب فرنسي. حصل على جائزة فيمينا الأدبية عام 1922.

## روابط خارجية
- جاك دي لاكروتل على موقع الموسوعة البريطانية (الإنجليزية)
- جاك دي لاكروتل على موقع مونزينجر (الألمانية)